# 方向探知

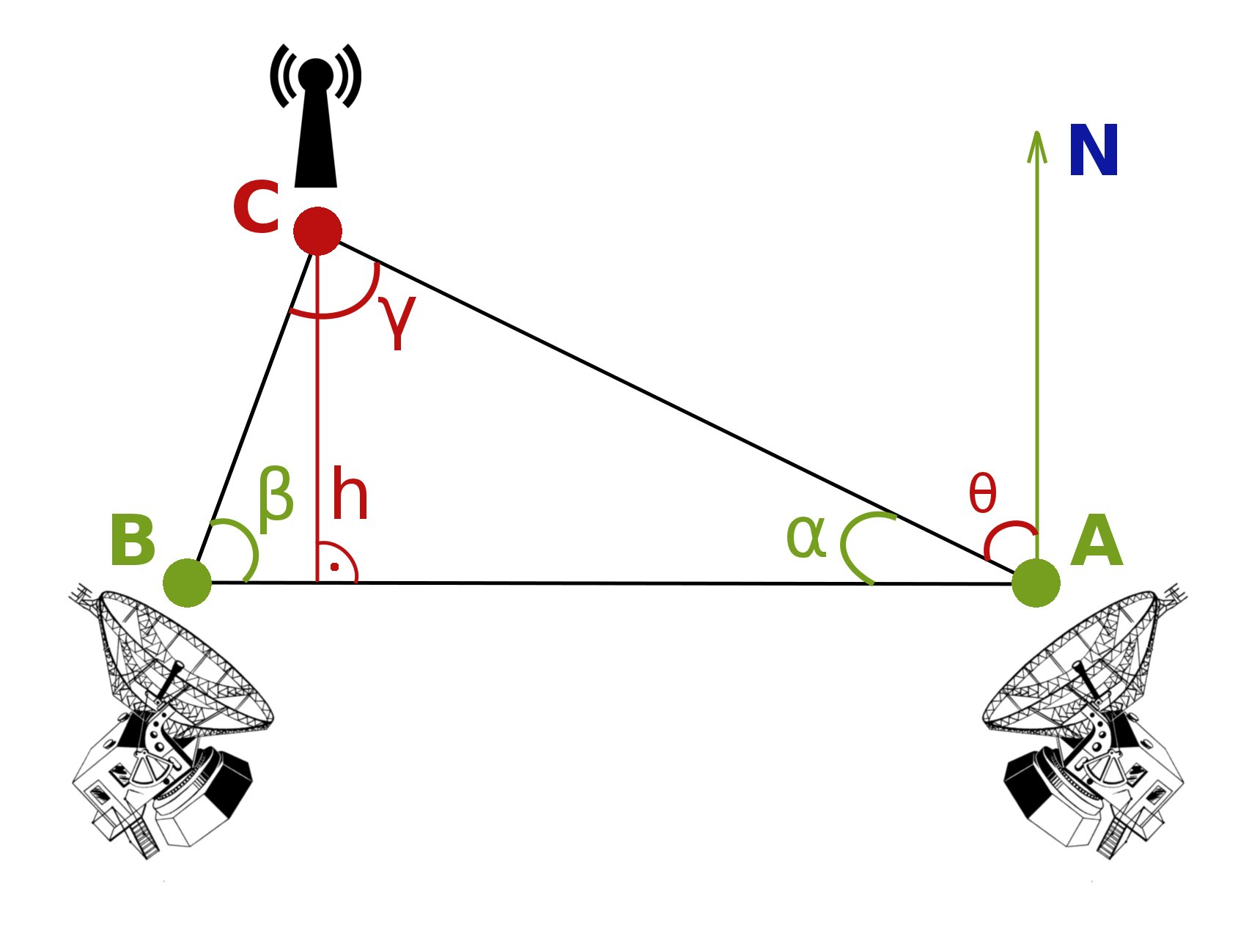
AとBのアンテナを利用した無線三角測量。其々アンテナの受信感度が最も強い方向の交点を結ぶことで位置と方位が判明し、hを求めることにより対象までの距離が判明する

方向探知（ほうこうたんち 英語:Direction finding, DF）または、無線方向探知（むせんほうこうたんち 英語:Radio direction finding, RDF）または、無線測位（むせんそくい 英語:Wireless positioning）とは、電波が発射されている物標（物）や電波を発信している無線局の方向を測定する方法。測定器を含んだ総称として方向探知機（Direction finder）や、航空機で使用される無線方向探知機（Radio direction finder, RDF）、船舶で使用される無線方位測定機（RDF）などとも表記される。主に電波を発射する無線機器の方向探知に用いられ、高周波方向探知機となるレーダー（RAdio Detection And Ranging 電波探知測距）などからの得られる電子情報（ELINT/ESM）の検出や監視なども包括する。

## 概要

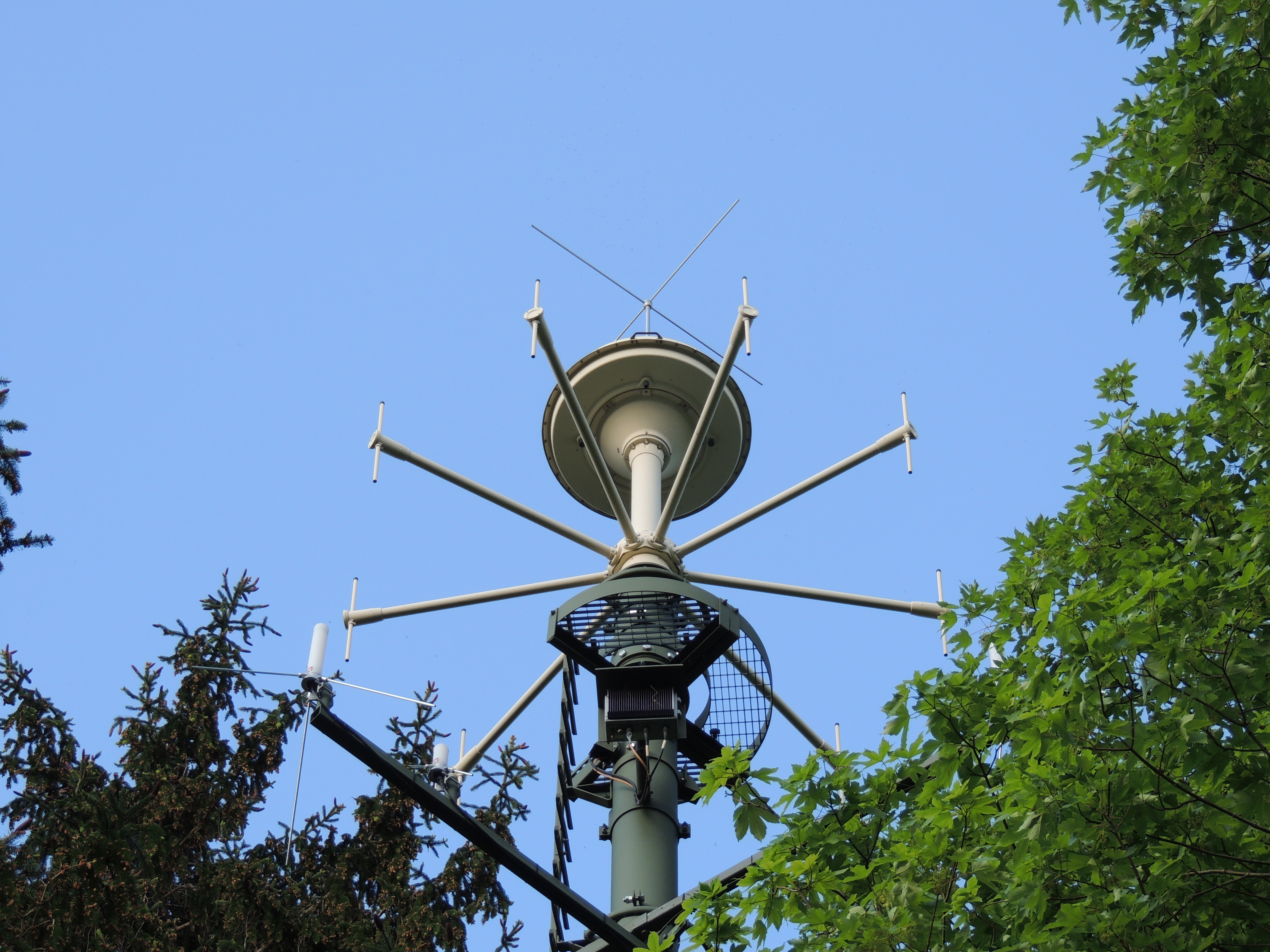
スイス、ルツェルンに設置された方向探知用アンテナ

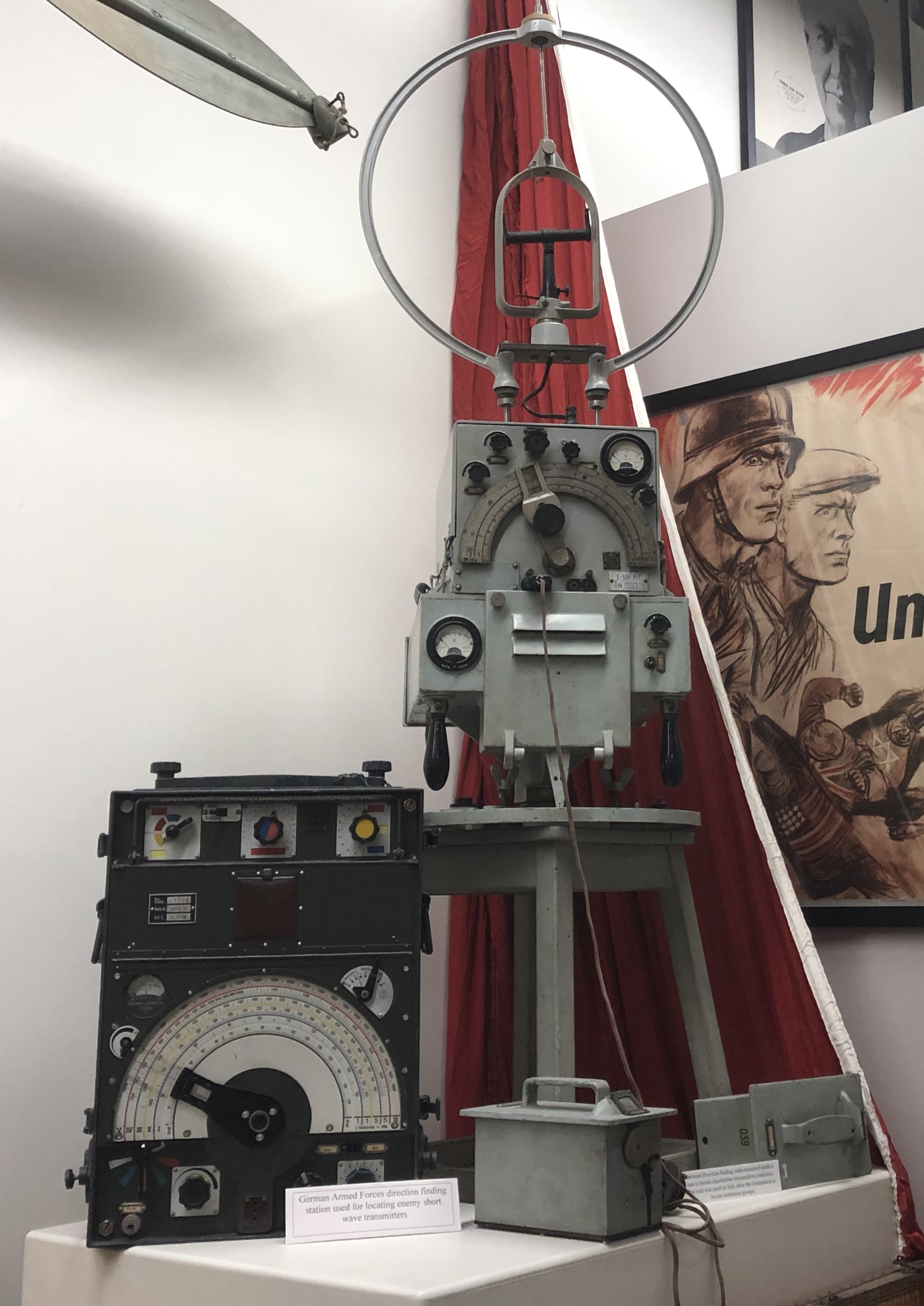
第二次大戦中ナチス・ドイツで使用されたDF用ループアンテナと方位測定器

2つ以上の適切な間隔を保った受信機または単一の移動式受信機で得られた電波を三角測量（交差方位法）手法を用いて組み合わせることによって発信源の位置特定が可能となる。また、2つ以上の指向性アンテナを用いて測定を行うことで精度が向上する。無線方向探知機によって救難信号を発する捜索救難用ビーコンとなる緊急ロケータービーコンの発見や、船舶、航空機などの電波航法に使用されるほか、野生動物に発信機を取り付けた上で密猟の監視や個体管理など動物保護活動にも用いられている。
RDFは第二次世界大戦におけるバトル・オブ・ブリテンや大西洋の戦いなど、ナチス・ドイツの脅威に対抗するため非常に重要であった。バトル・オブ・ブリテンではイギリス空軍省がRDFを使用したドイツ空軍機による襲撃の検出を行っており、迎撃のため戦闘機部隊の派遣を行っている。
RDFは任意の周波数帯で使用することが可能であるが、波長の長い長波帯（低周波数）で使用するには巨大なアンテナが必要となるため主に陸上で使用される。長波は中波や高周波に比べ減衰することなく地平線上を長距離移動することができるため、見通し線が数十キロと限られている船舶には価値があり、ナビゲーション用途として用いられている。障害物の無い空中ではより高い周波数帯を使用することが可能であり、これに伴いアンテナも小型化できるため、航空機ではナビゲーション用途となる無指向性無線標識（NDB）や業務用中波放送局（AMラジオ）が地上に設置され、自動方向探知機（ADF）の方位表示が行われていたが、船舶用と共に段階的に廃止されている。
軍事部門でのRDFはシグナル・インテリジェンス（SIGINT）に関し重要な装置となり、敵送信機の位置を特定する作業は第一次世界大戦以降、非常に重要となり、第二次世界大戦における大西洋の戦いでは重要な役割を果たしている。英国で開発された短波方向探知機（HF/DF）システムは大戦中に沈没した全Uボートの24%に直接的、間接的に関わっていると推定されている。現代のシステムではアンテナの方向を変えることなく電波の指向性を変えることができるフェーズド・アレイ・アンテナを使用した高速ビームフォーミングを可能としており、これにより高確率で正確な情報（電波）を得る機会が多くなったことで現代における電子戦の重要な要素を占めている。
初期の無線方向探知技術は信号強度を比較する機械的に回転するアンテナを使用しており、その後、同概念の装置が次々に開発されているが、最新のシステムでは周波数の位相角やドップラー効果を利用し比較を行う自動化されたシステムへと進化を遂げている。また、初期の英国製レーダーはRDFとも呼称され、これは屡々誤用であると指摘されており、実際に運用されたレーダーシステム：チェーン・ホームでは探知に大規模なRDF受信機の設置を行っている。後のレーダーシステムでは、電波の送受信を一つのアンテナで行い、アンテナの表面が向いた方向から方角が決定される。

## アンテナ

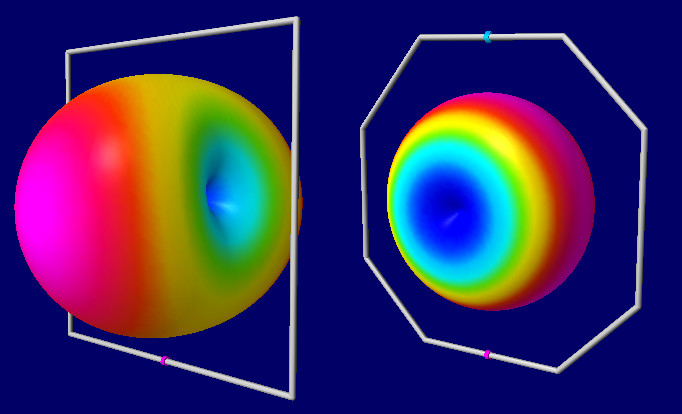
大小ループアンテナ（白線）の受信特性を表した3Dモデリング図。左の大ループでは正対する面が一番受信感度が強く（赤）、小ループでは逆の特性となる

方向探知には、特定の方向で受信感度が高くなる指向性アンテナの使用が必須となる。このため、多くのアンテナ設計がこの特性を示しており、一例として八木アンテナは指向性が非常に強いため、電波の受信感度が一番強くなる方向へ向けるだけで発信元が特定できる。但し、より高い精度で方向探知を行うには、より高度な技術を必要とし、諜報に使用されるフェーズド・アレイ技術などはその正確性からゴニオメーターとも呼ばれ、正確な方向検出に用いられる。なお、指向性アンテナとして最も単純な物はループアンテナとなる。

## 利用例
電波航法
船舶や航空におけるナビゲーション用途として各種航法援助施設となる無線標識が使用される。
傍受諜報

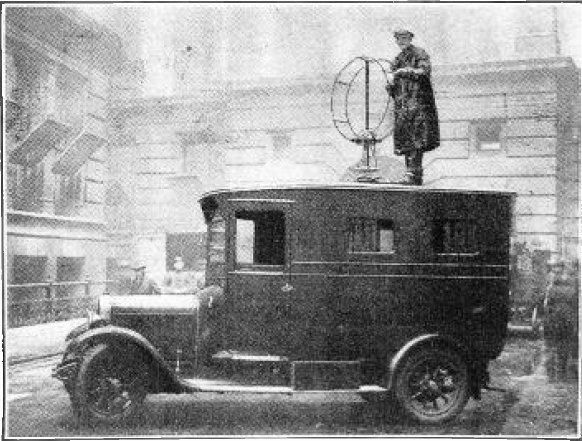
1927年に撮影された無許可アマチュア無線電波を捜索する郵便局のRDFトラック。当時問題となった干渉電波を放射する再生通信機の探知にも使用された

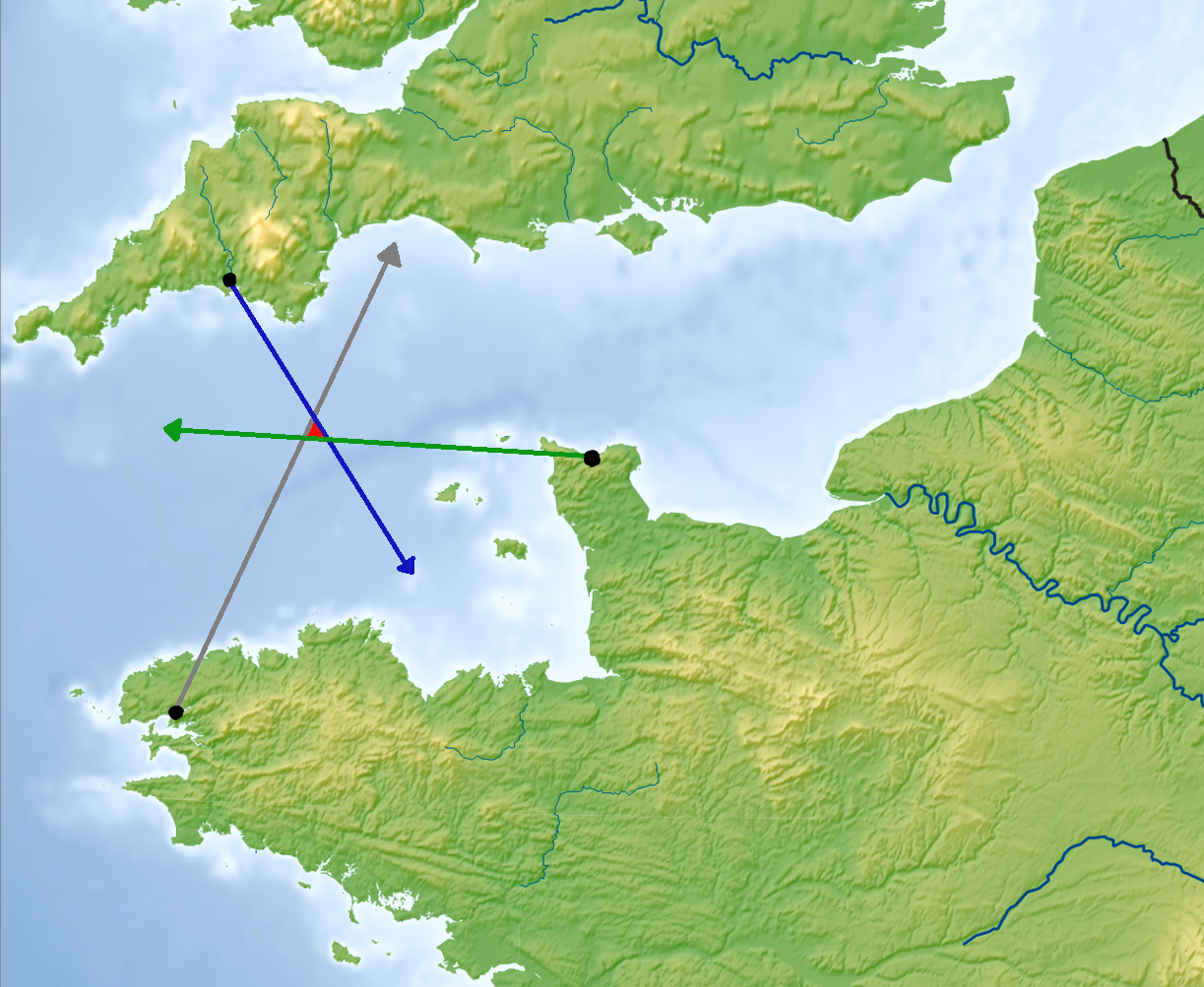
沿岸に設置された3か所の受信局（DAB）の交点の中心にUボートが居ることが判る

第二次世界大戦では英国によってDF技術を利用した枢軸国の秘匿無線通信（暗号）の傍受と解読作業に労力が費やされており、1939年、敵の無線送信と監視を行う専門部隊ラジオ・セキュリティ・サービス（RSS）が創設され、3つの「U Adcock HF DF」局が中央郵便局内に開設されRSSによって傍受活動が開始されている。その後、ナチス・ドイツの宣戦布告によりMI5とRSSはより大きな組織へと発展している。電離層から反射されたスカイウェーブを受信するため英国全土にDF局を設置しているが、一部地域はカバーできず、表面波を含む不審な電波を傍受する目的として自発的に1,700名ものアマチュア無線家がボランティアとして採用されている。RSSは固定局に加え、車両にアンテナを搭載した移動局「HF Adcock Systems」を運用しており、固定局やボランティアによって受信された電波が不審であると識別された場合、移動局は管轄局に対しその情報の転送を行っている。大戦中は各々の自宅からナチス・ドイツの諜報機関アプヴェーアから発せられた無線通信の監視を行っている。傍受された不審な通信は全てログ化されバーネットの私書箱となる「25」へ郵送されており、そこで一旦並び替えられた後、暗号の複合化を行うためブレッチリー・パークに持ち込まれている。
1941年まで英国内で不審な電波は2～3通信のみしか確認されていないが、この通信の全てがドイツのスパイとして寝返ったMI5職員によるものであった。通信を精査した所、ドイツ占領下の国々や中立国のスパイから発信された数多くの通信記録が残されていた。この情報量（トラフィック）は貴重な情報源となり、また、RSSの活動は非常に重要で際立っていたため、最終的に英国外の秘密通信の傍受と解読を担うMI6の一部門として吸収されている。方向探知とそれに伴う迎撃作戦の量と重要性は1945年まで大幅に増加している。
英国海軍もまた、自国内の沿岸地域やアイスランド、カナダノバスコシア州、ジャマイカなど一部海外にも無線傍受のため「DAB」と呼ばれたループアンテナを利用した無線小屋の建設を行い、Uボートの無線傍受などを行っている。この他、対潜艦にUボートの位置を特定するため「HF/DF」など各種アンテナが搭載されている。
救助活動
緊急時に救助機関に対しシグナルを送信する各種送信形態があり、船舶や航空機、個人などによって使用されている。また、雪崩に巻き込まれた人を捜索する目的で457kHzを使用した雪崩ビーコンが開発されている。
野生動物保護

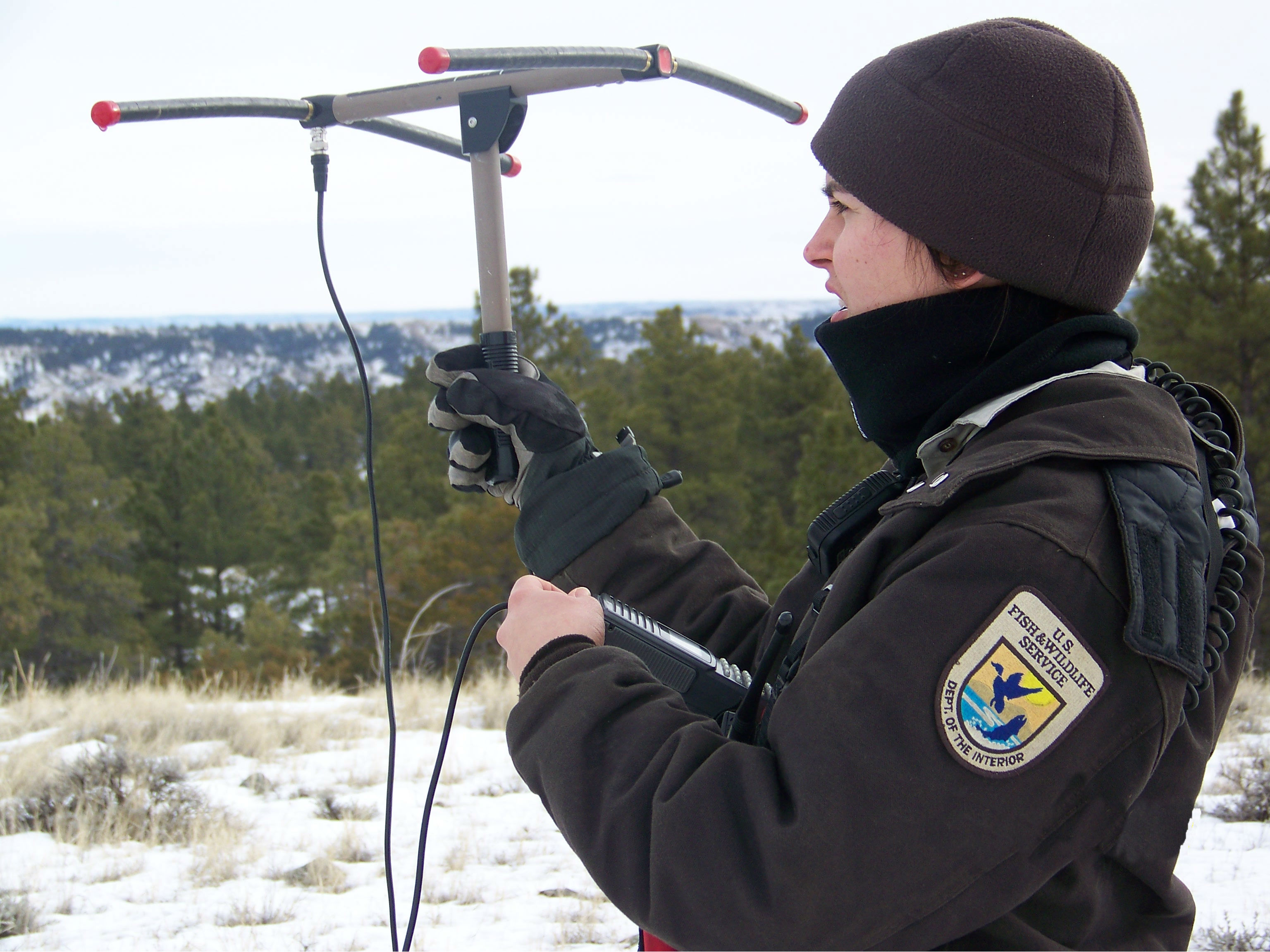
合衆国魚類野生生物局職員が無線タグを取り付けたライオンを捜索している所

野生動物の監視目的などのため動物に発信機を取り付け、生態の研究や保護活動としての利用が行われている。この活動は1960年代初頭に始まり、現代では小型化した発信機「無線タグ」が使用されており、動物を捕獲する際には携帯式アンテナで位置特定を行っている。
偵察追跡
フェーズド・アレイ・レーダーやそのほか高度なアンテナ技術を使用したロケット、弾道ミサイルの追跡や人工衛星の軌道などの監視に用いられている。
スポーツ
現代では民間団体による送信機を未知の場所に設置し、その発信源を捜索する各種イベントが開催されており、これは災害への対応や民間防衛目的での無線方位測定技術や、電波障害の発生源を特定する技術などを会得する目的として開始されている。最も著名なイベントは国際アマチュア無線連合などが主催する「ARDF」となり、その他の形態としてフォックスハンティングなどが愛好家などによって興じられ、テレビ番組の企画などとしても行われている。